# عجوقة كاملة
عجوقة كاملة (الاسم العلمي:Ajuga integrifolia) هي نوع من النباتات تتبع جنس العجوقة من الفصيلة الشفوية.